# جون براون (لاعب كرة قاعدة)
جون براون (بالإنجليزية: John Braun)‏ هو لاعب كرة قاعدة أمريكي، ولد في 26 ديسمبر 1939 في ماديسون في الولايات المتحدة، وتوفي في 10 يونيو 2011 في أوسيانسيدي في الولايات المتحدة.

## وصلات خارجية
- جون براون (لاعب كرة قاعدة) على موقعبيزبول رفرنس.كوم (الدوري الرئيسي) (الإنجليزية)